# Villa La Torre (Bagno a Ripoli)

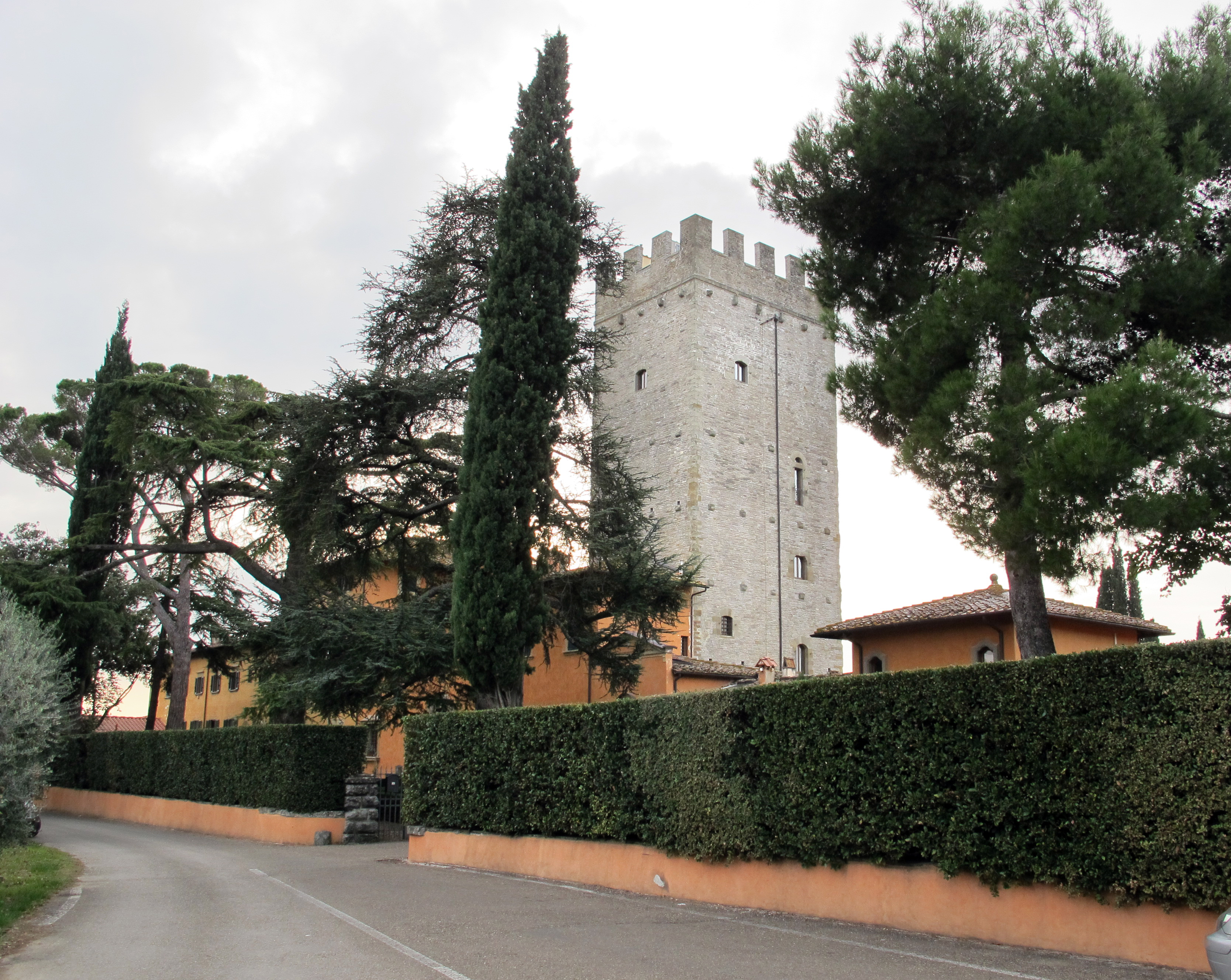
Villa La Torre

Villa La Torre (o villa Peruzzi)  si trova in via Ubaldino Peruzzi all'Antella, frazione di Bagno a Ripoli.

## Storia e descrizione
L'antica torre fortificata appartenne alla famiglia Del Figna, per poi passare ai Passerini e, dal 1299, ai Peruzzi, che la tennero fino al 1901. In quell'anno moriva infatti Emilia Toscanelli, la vedova senza discendenti di Ubaldino Peruzzi, lo statista che a lungo aveva qui vissuto e vi era morto il 9 settembre 1891. Fu acquistata quindi da Robert Barrett Browning (1849-1912), figlio dei poeti inglesi Robert Browning ed Elizabeth Barrett Browning, che fece restaurare in stile la torre, alzandola e facendola coronare di merli.
Nel 1917 fu poi acquistata dal commendator Pio Figna, che fece altre modifiche e restaurò l'oratorio seicentesco dedicato a san Filippo Neri, nella cui cripta erano state tumulate numerose personalità della famiglia Peruzzi. Oggi villa, oratorio e cripta sono divisi e adibiti a funzioni residenziali.